# Por un poco de tu amor
"Por un poco de tu amor" is een nummer van de Spaanse zanger Julio Iglesias uit 1978.
Het lied is geschreven door de Britse Singer-songwriter Albert Hammond, die het zelf twee jaar later ook uitbracht, samen met Oscar Gómez. CBS bracht "Por un poco de tu amor" op single uit, met "33 Años" als B-kant. Iglesias haalde hiermee de twintigste plaats in de Nederlandse Top 40. Het werd geen hit in andere landen. In 1980 bracht Iglesias een Franstalige versie van het nummer, J'ai besoin d'un peu d'amour, uit.
In 2002 bracht Frans Bauer een vertaalde versie, Ga je dromen achterna, uit als B-kant van de cd-single Zie je al zonnestralen. Deze vertaling was geschreven door Emile Hartkamp en Marty Schreijenberg.

## NPO Radio 2 Top 2000
Por un poco de tu amor stond alleen in 1999 in de NPO Radio 2 Top 2000, op plek 1312.